# The Thomson Corporation
The Thomson Corporation war ein Medienunternehmen, das als kanadischer Zeitungsverlag begann. Das Unternehmen war als öffentliche Aktiengesellschaft (Public company) in das Handelsregister in Toronto, Ontario eingetragen. Die Hauptverwaltung befand sich in Stamford, im US-Bundesstaat Connecticut.
Nach Übernahme der weltgrößten Nachrichtenagentur Reuters heißt der neu entstandene Konzern seit dem 17. April 2008 Thomson Reuters und hat seinen Hauptsitz in New York.

## Unternehmensprofil

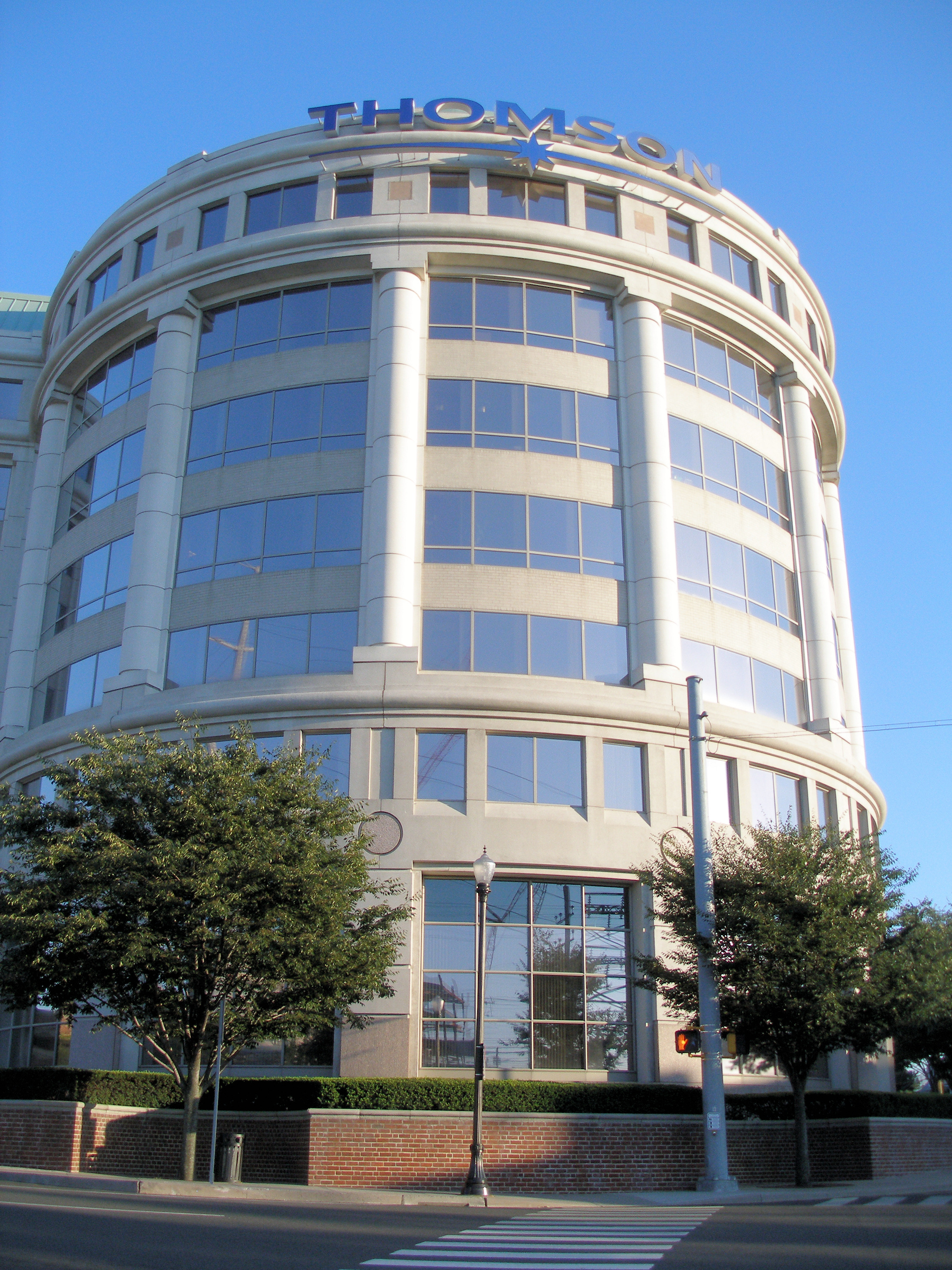
Hauptverwaltung in Stamford, Connecticut (2007)

Der ursprüngliche Zeitungsverlag wurde in einen bedeutenden Anbieter von elektronischen Informationen und Dienstleistungen umgewandelt. Roy Herbert Thomson, 1. Baron Thomson of Fleet, hatte das Unternehmen gegründet. Der Name des Unternehmens entstand 1989 nach der Fusion von Thomson Newspapers und der International Thomson Organization.
Der Konzern war zu 70 Prozent im Besitz der kanadischen Familie Thomson und wurde durch die familieneigene The Woodbridge Company aus Toronto kontrolliert.
Die Stammaktien der Thomson Corporation waren an den Börsen von New York und Toronto notiert (TSX: TOC, NYSE: TOC).
The Thomson Corporation war zuletzt ein Anbieter von Informationsdienstleistungen und Softwareanwendungen für über 20 Millionen Anwender auf den Gebieten Jura, Steuer, Buchhaltung, Finanzdienstleistungen, höhere Bildung, Referenzinformation, Schulung und Beurteilung innerhalb von Unternehmen, wissenschaftliche Forschung und gesundheitliche Versorgung.
Die fünf weltweit tätigen Hauptgesellschaften von The Thomson Corporation waren:
- Thomson Legal
- Thomson Tax and Accounting
- Thomson Financial
- Thomson Scientific
- Thomson Healthcare

Der Bereich Thomson Learning wurde im Mai 2007 an Apax Partners verkauft und später in Cengage Learning umbenannt. 

## Geschichte
Die Firma wurde durch Roy Herbert Thomson gegründet. Er erwarb 1934 die kanadische Zeitung The Timmins Press. Bis Ende der 1950er Jahre hatte sich das Unternehmen zu einem globalen Medienkonzern entwickelt. Sie besaß mehrere bekannte Zeitungen in Großbritannien darunter The Sunday Times, The Scotsman und Scottish Television.
In den 1960er Jahren expandierte Thomsons Verlagskonzern weiter und schloss auch Thomson Publication (UK) ein, einen Verlag für Publikumszeitschriften und Bücher sowie Besitzer von The Times in London. 1965 wurde Thomson Newspapers, Ltd. ein öffentlich gehandeltes Unternehmen in Kanada. Roy Thomson erhielt den erblichen Adelstitel Baron Thomson of Fleet. Thomsons unternehmerische Interessen reichten nun über das Verlagswesen hinaus. 1965 entstand Thomson Travel. Im gleichen Jahr wurde die Fluggesellschaft Britannia Airways übernommen. 1971 beteiligte sich das Unternehmen an einem Konsortium, das die Nordsee auf der Suche nach Öl und Gas explorierte.
Ende der 1970er Jahre lag die Auflage der Zeitungen, die in den USA zu Thomson gehörten, bei über einer Million. Seinen Namen nahm das Unternehmen 1989 anlässlich der Vereinigung von Thomson Newspapers und der internationalen Thomson Organization an.
Im Laufe der Zeit zog sich das Unternehmen aus dem Öl- und Gasgeschäft zurück. Nachfolger des 1976 verstorbenen Unternehmensgründers wurde Kenneth Thomson, 2. Baron Thomson of Fleet.
Übergang von Zeitungen zu Business- und Fachinformationen
1978 trat Thomson durch den Erwerb von Wadsworth Publishing in den Markt spezialisierter Information, den Markt für Collegelehrbücher und Fachbücher für Berufstätige ein.
Seit Mitte der 1990er investierte Thomson weiter in spezialisierte Informationsservices, die nun im digitalen Format angeboten wurden, und begann, seine Zeitungen zu verkaufen. Etwa zu dieser Zeit wurde Richard J. Harrington, ein Buchhalter, chief executive officer des Unternehmens. Eine der ersten Aktionen im Rahmen dieser Strategie war der Kauf der juristischen Fachverlagsgruppe West Publishing Company für 3,4 Milliarden Dollar.
Thomson lieferte einen großen Teil der spezialisierten Informationen, die die juristischen, Forschungs- und medizinischen Organisationen auf der ganzen Welt täglich benötigen. Obwohl das Unternehmen eine Verlagsgruppe bleibt, sind frühzeitige und aggressive Investitionen in elektronische Vertriebsformen ein zentrales Element der Unternehmensstrategie.

„Mit Ausnahme der educational division, die immer noch konventionelle Lehrbücher in großer Zahl produziert, hatte Thomson das Glück, gerade zu der Zeit in diesen Bereichen zu expandieren, als die Kunden die Lieferung der Informationen in elektronischer Form verlangten...In einigen Märkten gelang es Thomson, andere Marktteilnehmer zu überflügeln, die bei ihren Investitionen in die Digitalisierung vorsichtiger gewesen waren.“

Kenneth Thomson verstarb im Juni 2006. Chairman war dann sein Sohn David Thomson. 
Bekannte Marken von Thomson sind bzw. waren Thomson Dialog, Web of Science, Jane’s Information Group, EndNote, Thomson Financial, Westlaw, InfoTrac und Thomson Gale.
Die Thomson-Gruppe hatte im Mai 2007 ihre Absicht bekanntgegeben, die Nachrichtenagentur Reuters zu übernehmen. Der Kaufpreis sollte umgerechnet 12,9 Milliarden Euro betragen.

## Hauptkonkurrenten
- Bloomberg L.P.
- Reed Elsevier
- Springer-Verlag